# کیتا یوشیوکا
کیتا یوشیوکا (ژاپنی: 喜岡 佳太؛ زادهٔ ۵ اکتبر ۱۹۹۷) یک بازیکن فوتبال اهل ژاپن است.
از باشگاه‌هایی که در آن بازی کرده‌است می‌توان به باشگاه فوتبال ناگانو پارسیرو اشاره کرد.